# 国道118号

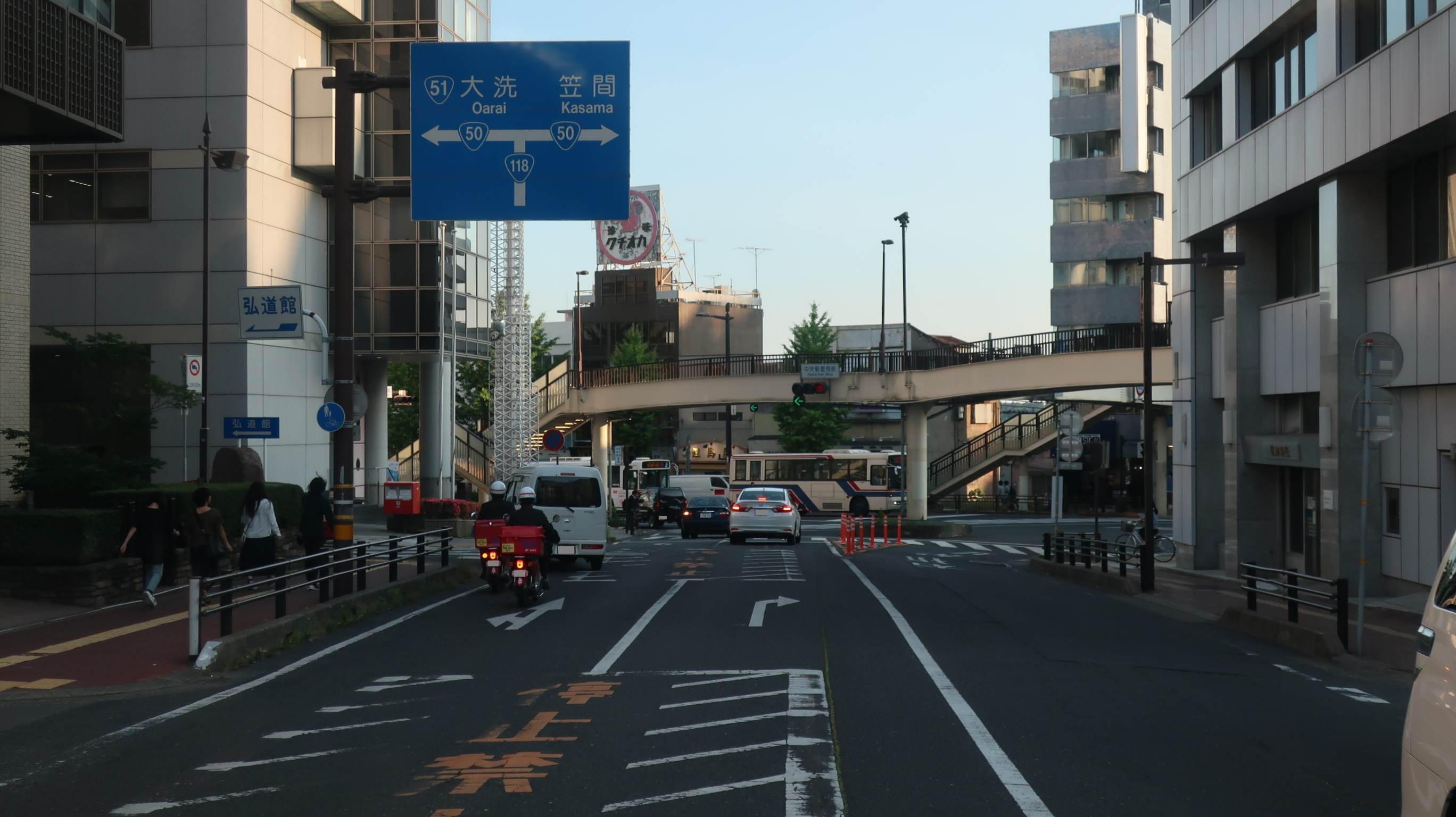
国道118号 起点
茨城県水戸市 中央郵便局前交差点

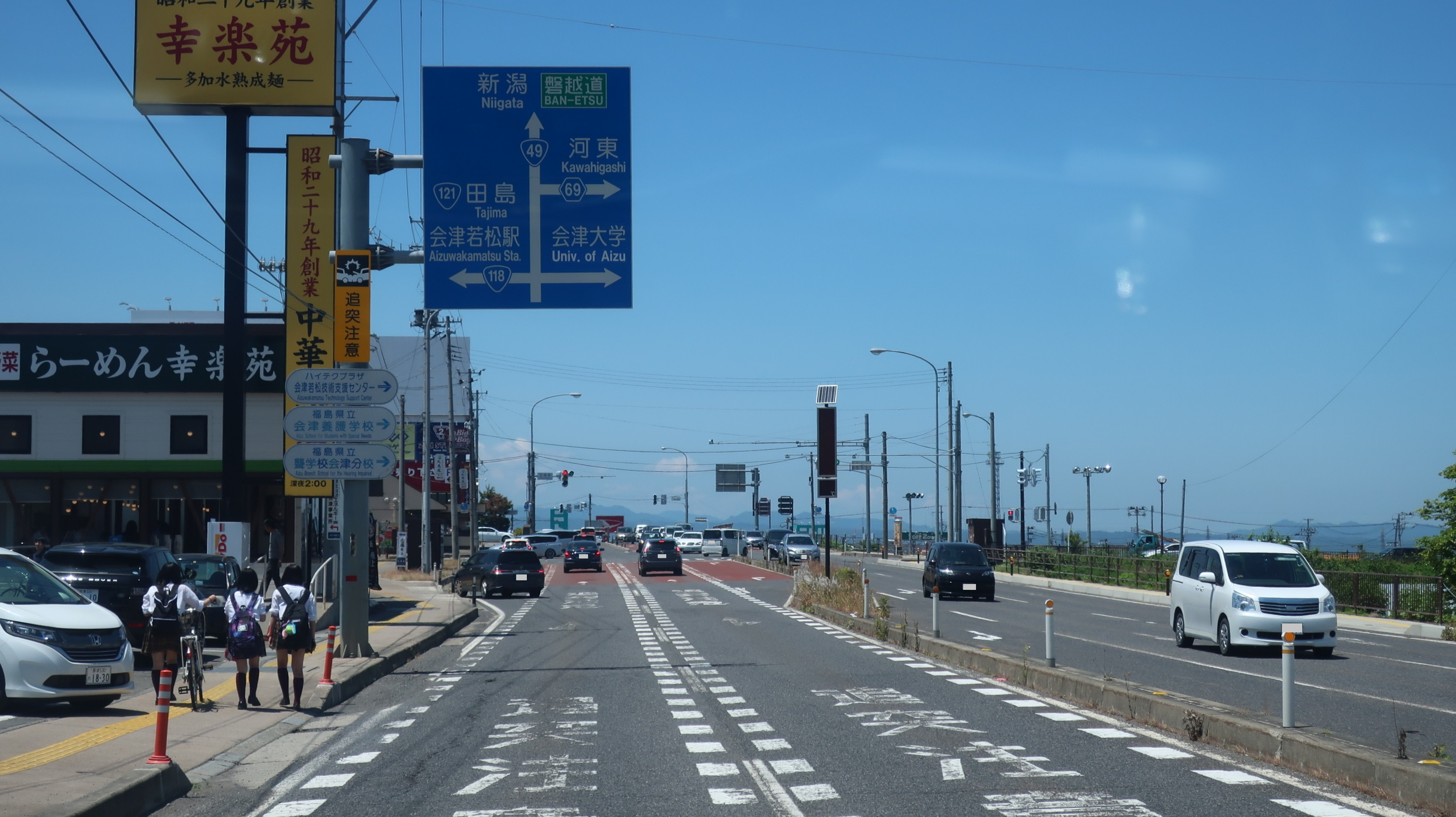
国道118号 終点
福島県会津若松市 北柳原交差点

国道118号（こくどう118ごう）は、茨城県水戸市から福島県須賀川市を経由して、会津若松市に至る一般国道である。

## 概要
茨城県水戸市を起点として久慈川に沿って北上して茨城県県北地域を縦貫し、福島県須賀川市を経て会津若松市に至る主要幹線道路。
水戸市 - 須賀川市にかけてはJR東日本水郡線とほぼ並行する。

### 路線データ
一般国道の路線を指定する政令に基づく起終点および重要な経過地は次のとおり。
- 起点：水戸市（中央郵便局前交差点 = 国道50号交点）
- 終点：会津若松市（北柳原交差点 = 国道49号交点、国道121号上、国道401号起点）
- 重要な経過地：茨城県那珂郡大宮町[注釈 2]、同県久慈郡大子町、福島県東白川郡矢祭町、同郡棚倉町、石川郡石川町、須賀川市、同県南会津郡下郷町
- 総延長 : 217.3 km（福島県 150.6 km、茨城県 66.8 km）[2][注釈 3]
- 重用延長 : 1.1 km（福島県 0.1 km、茨城県 1.0 km）[2][注釈 3]
- 未供用延長 : なし[2][注釈 3]
- 実延長 : 216.3 km（福島県 150.5 km、茨城県 65.7 km）[2][注釈 3]
  - 現道 : 209.4 km（福島県 146.6 km、茨城県 62.8 km）[2][注釈 3]
  - 旧道 : なし[2][注釈 3]
  - 新道 : 6.8 km（福島県 3.9 km、茨城県 2.9 km）[2][注釈 3]
- 指定区間：なし[3]

## 歴史
国道指定当初は経過地の須賀川市から国道4号と重複して郡山市に至る路線であったが、1993年（平成5年）に須賀川市から終点側の経路を鳳坂峠越えを編入して会津若松市に変更した。

### 年表
- 1953年（昭和28年）5月18日：二級国道118号水戸郡山線（水戸市 - 郡山市）として指定施行[4]。
- 1965年（昭和40年）4月1日：道路法改正により一級・二級区分が廃止されて一般国道118号として指定施行[1]。
- 1967年（昭和42年）7月9日：久慈郡大子町川山地内で集中豪雨により法面が崩壊。翌日まで通行止め[5]。
- 1968年（昭和43年）12月9日：那珂郡大宮町大字田中 - 同町大字岩崎の狭隘路（最小幅員4.0 m、延長3.0 km）を線形拡幅改良[6]。
- 1970年（昭和45年）6月4日：那珂郡大宮町大字岩崎 - 同郡山方町大字山方（1.7 km）、山方町大字山方 - 大字舟生（1.0 km）の狭隘道路をバイパス改築供用開始[7]。
- 1972年（昭和47年）11月13日：那珂郡山方町大字家和楽 - 久慈郡大子町大字須藤の狭隘路（最小幅員3.8 m、延長5.1 km）を拡幅改良[8]。
- 1973年（昭和48年）
  - 3月15日：久慈郡大子町大字池田（池田橋交差点） - 大字川山（川山交差点）の新道（約2.8 km）を供用開始[9]。
  - 6月18日：久慈郡大子町大字北田気（久慈川橋東詰・北田気交差点） - 大字川山（川山交差点）の旧道（4.73 km）を指定解除[10][注釈 4]。
- 1974年（昭和49年）1月31日：那珂郡大宮町大字下村田 - 同町字姥賀の大宮バイパス（4.728 km）を建設する道路区域指定[11]。
- 1975年（昭和50年）
  - 1月13日：久慈郡大子町大字頃藤地内の道路拡幅およびバイパス（2.572 km）を建設する道路区域指定[12]。
  - 4月20日：水戸市渡里町 - 那珂郡那珂町大字西木倉の那珂川に架かる千歳橋を含むバイパスが開通[13]。
  - 4月21日：水戸市末広町3丁目 - 那珂郡那珂町大字西木倉の旧道（3.0 km）の移管により、国道指定を解除される[13]。
- 1977年（昭和52年）2月14日：久慈郡大子町大字頃藤地内の旧道（3.4783 km）が国道指定解除される[14][注釈 5]。
- 1980年（昭和55年）6月1日：久慈郡大子町大字川山 - 同町大字下野宮（下野宮交差点）のバイパス道路（約2.1 km）を供用開始[15]。
- 1982年（昭和57年）
  - 4月1日：茨城県大子町下野宮地内のバイパス道路（約2.1 km）が開通[16]。
  - 11月25日：水戸市文京1丁目（袴塚3丁目交差点） - 同市渡里町（千歳橋）の新道（約1.0 km）を供用開始[17]。
- 1984年（昭和59年）
  - 4月2日：茨城県久慈郡大子町大字川山 - 同町大字下野宮（県界）の旧道（5.547 km）を国道指定解除[18]。
  - 8月27日：水戸市末広町3丁目 - 同市渡里町の旧道（2.49 km）が国道指定解除され、水戸市道へ降格[19]。
- 1986年（昭和61年）
  - 10月2日：大宮バイパス開通を受け、那珂郡大宮町（大宮バイパス入口 - 姥賀交差点）の旧道区間（4.352 km）を国道指定解除[20]。
  - 12月20日：茨城県那珂郡山方町大字山方（山方宿南交差点 - 岩井橋交差点）のバイパス道路（約2.2 km）開通[21]。
- 1988年（昭和63年）11月25日：山方トンネル（茨城県那珂郡山方町）が開通[22]。
- 1989年（平成元年）3月30日：茨城県那珂郡山方町大字山方地内の旧道区間（2.456 km）が指定解除され山方町道へ降格[23]。
- 1993年（平成5年）4月1日：終点側の須賀川市から先の経路を主要地方道須賀川田島線を国道に指定した上で会津若松市に変更し、一般国道118号（水戸市 - 会津若松市）として指定施行[24]。
- 2000年（平成12年）4月1日：茨城県水戸市南町1丁目 - 水戸市五軒町1丁目、水戸市末広町1丁目 - 水戸市袴塚3丁目、水戸市中河内町 - 那珂郡那珂町大字飯田、那珂郡大宮町大字中富 - 久慈郡大子町大字下野宮の各区間を、通行する車両の最大重量限度25トンの道路に指定[25]。
- 2009年（平成21年）4月1日：水戸市中河内町 - 那珂市飯田の区間を、通行車両の高さの最高限度4.1 mの道路に指定[26]。
- 2017年（平成29年）1月17日：水戸市袴塚三丁目 - 同市中河内町の区間を、通行車両の高さの最高限度4.1 mの道路に指定[27]。
- 2019年（令和元年）
  - 6月25日：会津若松市中央3丁目 - 同市扇町の現道と並行する会津若松市道（500 m）を国道指定[28]。
  - 6月28日：会津若松市中央3丁目 - 同市扇町の旧道（547 m）を国道指定解除[29]。
  - 7月31日：那珂市飯田 - 常陸大宮市石沢間を、通行車両の高さ最高限度4.1 mの道路、および国際コンテナ車[注釈 6]の重量・長さ上限を引き上げる道路に指定[30]。
- 2022年（令和4年）11月27日：天栄村内の鳳坂工区 (3.4 km) が開通する[31]。
- 2023年（令和5年）12月2日：袋田バイパスが全線開通する[32]。
- 2024年（令和6年）7月29日：那珂市飯田 - 同市中里に、バイパス（3.6 km）を新設する道路区域を指定[33]。

## 路線状況
水戸市 - 常陸大宮市間は慢性的な交通渋滞に加え、春・夏・秋の行楽シーズンには、常磐自動車道を利用した奥久慈方面への行楽客による交通渋滞が頻発している。このため、渋滞解消を目的として4車線化事業が進められており、とりわけ渋滞の著しい茨城県道61号日立笠間線交差点から現大宮バイパス起点までの区間を優先区間として、重点的に整備が進められている。
また、観光シーズン時の茨城県大子町袋田の国道461号との交差点付近の現道は、袋田の滝方面に向かう右折車に後続の直進車が通行できずに進路を阻まれて交通渋滞が発生することから、袋田バイパスの整備が進められている。

### 通称
- 茨城街道
- 石川街道
- 南郷街道

### バイパス

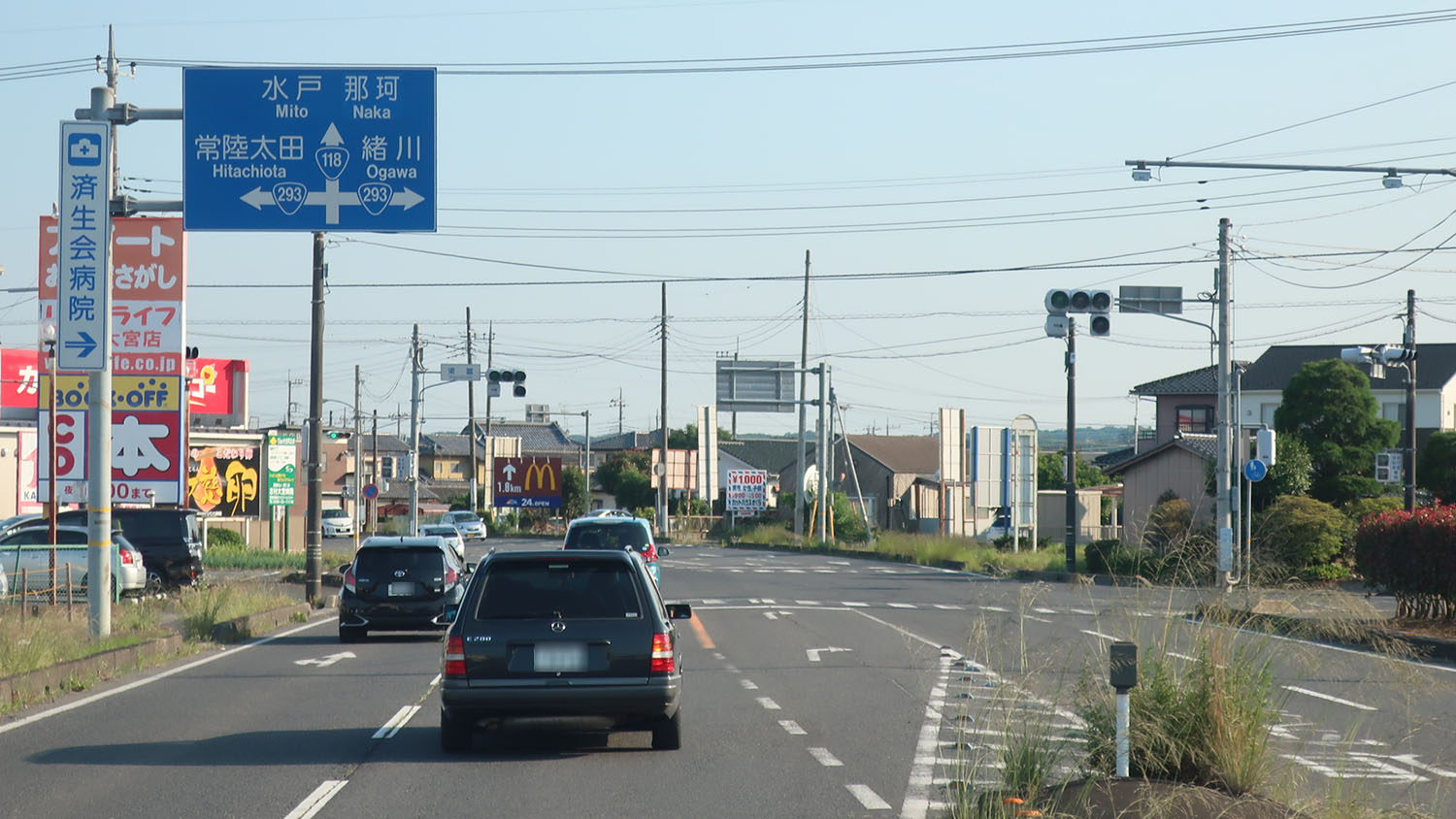
大宮バイパス
(国道293号との交差)
茨城県常陸大宮市

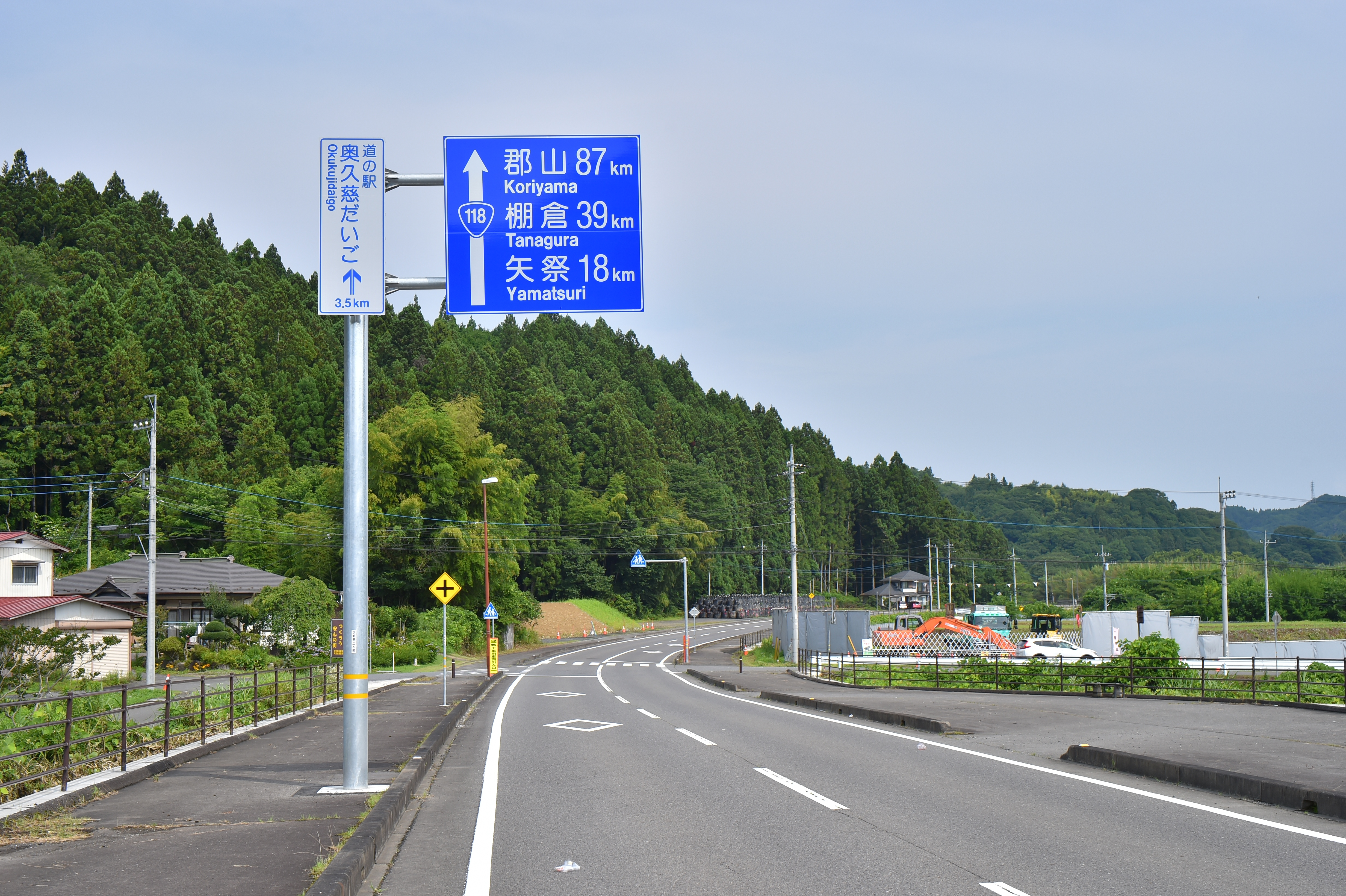
袋田バイパス
茨城県久慈郡大子町

茨城県内の国道118号には瓜連バイパス（道路開業事業のため那珂大宮バイパスに編入）、大宮バイパス、山方バイパスおよび大子バイパスと呼ばれる現道区間があり、その旧道は現在「ふれあい通り」と呼ばれている。
- 那珂大宮バイパス（現道）
- 大宮バイパス（現道）
- 袋田バイパス
- 大子バイパス（現道）
- 棚倉バイパス（現道）
- 川辺バイパス（現道）
- 松塚バイパス（現道）
- 鳳坂バイパス（現道）
- 小沼崎バイパス
- 若松西バイパス

### 重複区間

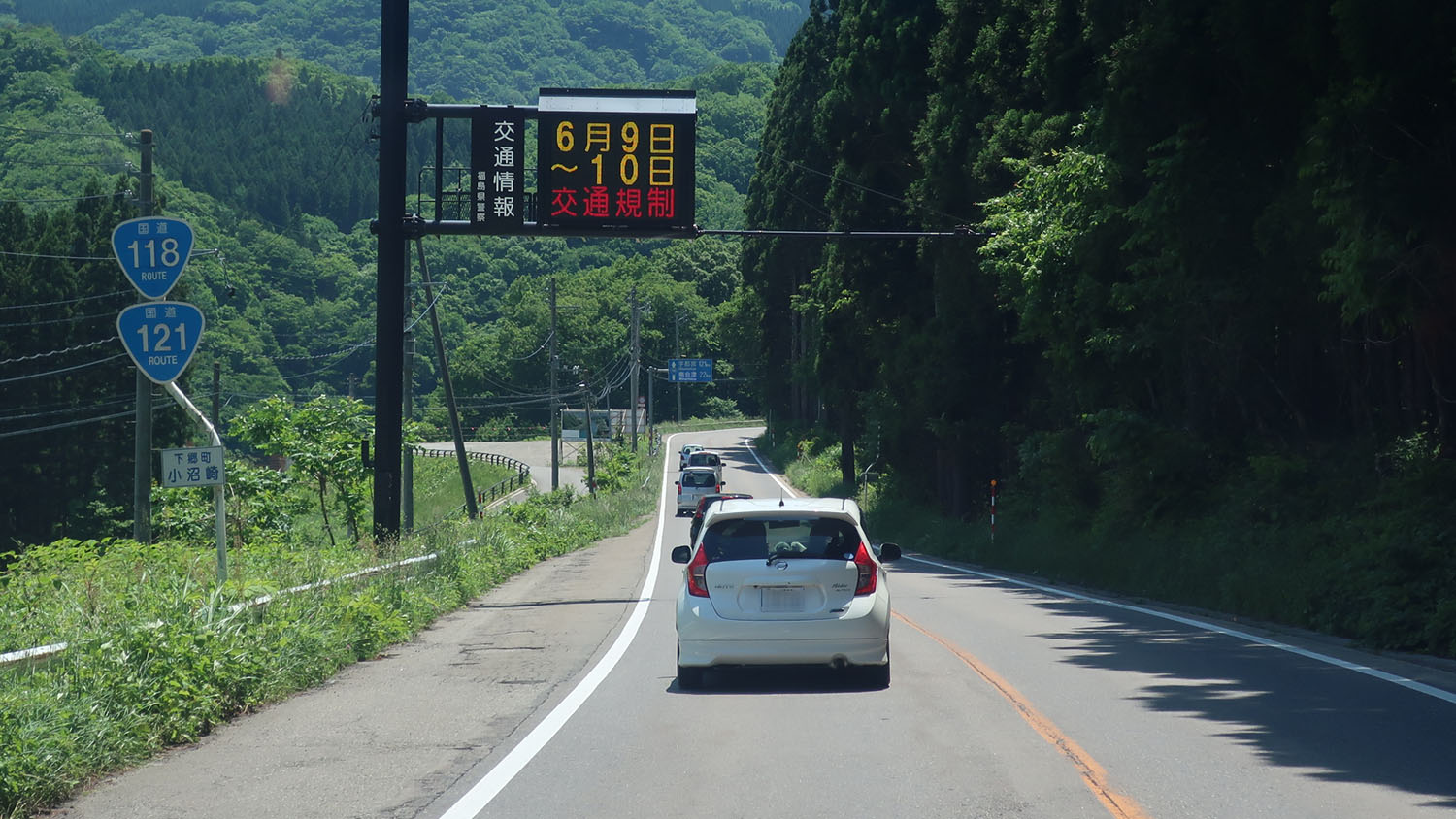
国道121号との重複
福島県南会津郡下郷町

- 国道400号（茨城県水戸市・中央郵便局前 - 茨城県常陸大宮市・東富交差点）
- 国道349号（茨城県水戸市・大町３丁目交差点 - 水戸市・気象台下交差点）
- 国道349号（福島県東白川郡矢祭町・小田川交差点 - 矢祭町東舘）
- 国道289号（福島県東白川郡棚倉町・桃木田交差点 - 東白川郡棚倉町・新町交差点）
- 国道294号（福島県須賀川市江花 - 岩瀬郡天栄村・八十原交差点）
- 国道121号（福島県南会津郡下郷町・道通交差点 - 会津若松市・北柳原交差点（終点））
- 国道401号（福島県会津若松市・城西交差点 - 会津若松市・北柳原交差点（終点））

1993年（平成5年）までは須賀川市・大黒町交差点 - 郡山市・郡山警察署前交差点（この当時は警察署前交差点、国道49号交点）間が国道4号と重複区間で終点だった。

### 道路施設

#### 主な橋梁
茨城県
- 千歳橋（水戸市 那珂川）
- 西金大橋（久慈郡大子町 久慈川）
- 川山橋（久慈郡大子町 久慈川）

福島県
- 矢祭橋（東白川郡矢祭町 久慈川）
- 松岡橋（東白川郡塙町 久慈川）
- 宮橋（東白川郡棚倉町 宮川）
- 棚倉大橋（東白川郡棚倉町 久慈川）
- 赤館大橋（東白川郡棚倉町 桧木川）
- 金波橋
  - 全長 - 31.3 m
  - 幅員 - 9.5（18.0） m
  - 形式 - PC単純ポステン中空床版桁橋
  - 竣工 - 2000年度（平成12年度）
  - 玉川村蒜生字恵平から字羽根石にまたがり、一級水系阿武隈川水系泉郷川支流の金波川と並行する村道を渡る。あぶくま高原道路玉川インターチェンジ建設に伴う交差点改良により交差点南側に建設された。橋上は2車線と北詰で接続する福島県道42号矢吹小野線（一般道）へ向かう右折レーンの計3車線で供用されており、上下線両側に幅員3.5 mの歩道が設置されている。村道の交通確保のため支柱式支母工と枠組式支母工が併用された。総工費は3億8500万円[36]。
- 新玉川橋
  - 全長 - 23.7 m
  - 幅員 - 9.5（18.0） m
  - 形式 - PC単純プレテンT桁橋
  - 竣工 - 2000年度（平成12年度）
  - 玉川村蒜生字羽根石から小高字南畷にまたがり、一級水系阿武隈川水系泉郷川を渡る。あぶくま高原道路玉川インターチェンジ建設に伴う交差点改良により交差点北側に建設された。橋上は上下対向2車線と北詰で交差点の右折レーン、計3車線で供用されており、上下線両側に幅員3.5 mの歩道が設置されている。交通量が多いため迂回路となる仮橋を設置したのちにトラッククレーンによる架設が行われた。総工費は1億7200万円[36]。
- 乙字大橋（石川郡玉川村 - 須賀川市 阿武隈川）
- 川原橋（須賀川市 江花川）
- 羽鳥大橋（岩瀬郡天栄村 羽鳥湖）
  - 全長 - 97.0 m
    - 主径間 - 61.1 m

  - 形式 - 3径間鋼方杖ラーメン橋
  - 竣工 - 1975年（昭和50年）
  - 施工 - 松尾橋梁[37]
  - 当時の主要地方道須賀川田島線の改良事業として建設された。2017年（平成29年）11月より福島県によって配布が開始された「ふくしまの橋カード」のNo.3に選出され、道の駅羽鳥湖高原で配布されている。
- 枝松橋
  - 全長 - 99.4 m
    - 主径間 - 48.9 m

  - 幅員 - 8.0 m
  - 形式 - 2径間連続PC箱桁橋
  - 竣工 - 1985年（昭和60年）
  - 下郷町枝松で一級水系阿賀野川水系鶴沼川を渡る。当時の主要地方道須賀川田島線の整備事業に合わせ、1983年度（昭和58年度）より地方道橋梁整備事業として着工された。総事業費は2億6850万円[38]。
- 小川橋
  - 全長 - 105.0 m
    - 主径間 - 34.0 m

  - 幅員 - 8.0 m
  - 形式 - 3径間連結PCポステンT桁橋
  - 竣工 - 1987年度（昭和62年度）
  - 下郷町高陦で一級水系阿賀野川水系鶴沼川を渡る。鶴沼川に沿う狭隘、悪線形で雪崩や落石の危険のある区間の解消のため計画された地方道改良事業（当時は主要地方道須賀川田島線）である枝松バイパスの整備に伴い建設された。総工費は3億300万円[39]。
- 東橋（鶴沼川）
- 二川橋（阿賀川 下郷町）
- 新大川橋（阿賀川　会津若松市）
- 芦ノ牧橋（阿賀川 会津若松市）
  - 全長 - 190.5 m
    - 主径間 - 112.0 m

  - 幅員 - 11.0 m[40]
  - 形式 - 3径間PC有ヒンジラーメン箱桁橋
  - 竣工 - 1967年（昭和42年）[41]
- 小谷橋（阿賀川 会津若松市）
- 沢川橋（沢川 会津若松市）
- 馬橋
  - 全長 - 22.6 m
  - 幅員 - 10.0 m
  - 形式 - PCプレテンT桁橋
  - 竣工 - 1985年（昭和60年）[42]
  - 南詰は館馬町、明和町との境界に、北詰は錦町、表町の境界に位置し、一級水系阿賀野川水系湯川支流の古川を渡る。橋上は2車線であり、上下線両側に歩道と自転車通行帯がそれぞれ整備されている。1985年（昭和60年）に旧橋梁（全長22.7 m、幅員7.6 m、1939年（昭和14年）竣工のRCT桁橋であった）の老朽化に伴い架け替えられた[43]。
- 大橋
  - 全長 - 34.3 m
  - 幅員 - 18.0 m
  - 竣工 - 1992年（平成4年）[42]
  - 南詰は錦町、表町の境界に、北詰は南花畑と南町の境界に位置し、一級水系阿賀野川水系湯川を渡る。橋上は2車線であり、上下線両側に歩道が整備されている。1992年（平成4年）に旧橋梁（全長27.5 m、幅員6.1 m、1956年（昭和31年）竣工のPC桁橋であった[44]）より架け替えられた。

#### トンネル
茨城県
- 山方トンネル（常陸大宮市）

福島県
- 藤衣岩トンネル（東白川郡矢祭町）
  - 全長：57.0 m
  - 幅員：6.0（8.3） m
  - 竣工：1976年（昭和51年）9月
  - 工法：上部半断面先進工法
  - 施工：加地和組

矢祭町関岡字町に位置する。国道改良事業により1972年度（昭和47年度）より建設された。
- 矢祭トンネル（東白川郡矢祭町）
  - 全長：206.0 m
  - 幅員：6.0（8.3） m
  - 竣工：1974年（昭和49年）3月
  - 工法：上部半断面先進工法
  - 施工：加地和組

矢祭町関岡字町から字下小坂に至る。国道改良事業により1972年度（昭和47年度）より建設された。
- 棚倉トンネル（東白川郡棚倉町）
- 鳳坂トンネル（岩瀬郡天栄村）
  - 天栄村の鳳坂峠直下にあるトンネルで、全長2.5 km。急勾配と急カーブ、さらに冬期間の凍結による交通安全への支障を解消するため、2017年（平成29年）より着工。2022年（令和4年）11月27日開通[31]。
- 羽鳥トンネル（天栄村）
- 蝉トンネル（南会津郡下郷町）
- 下郷トンネル（下郷町）
- 沼尾トンネル（下郷町）
- 小沼崎トンネル（下郷町）
- 芦ノ牧トンネル（会津若松市）

#### 道の駅
- 茨城県
  - 常陸大宮（常陸大宮市）愛称「かわプラザ」
  - 奥久慈だいご（久慈郡大子町）
- 福島県
  - はなわ（東白川郡塙町）

## 地理

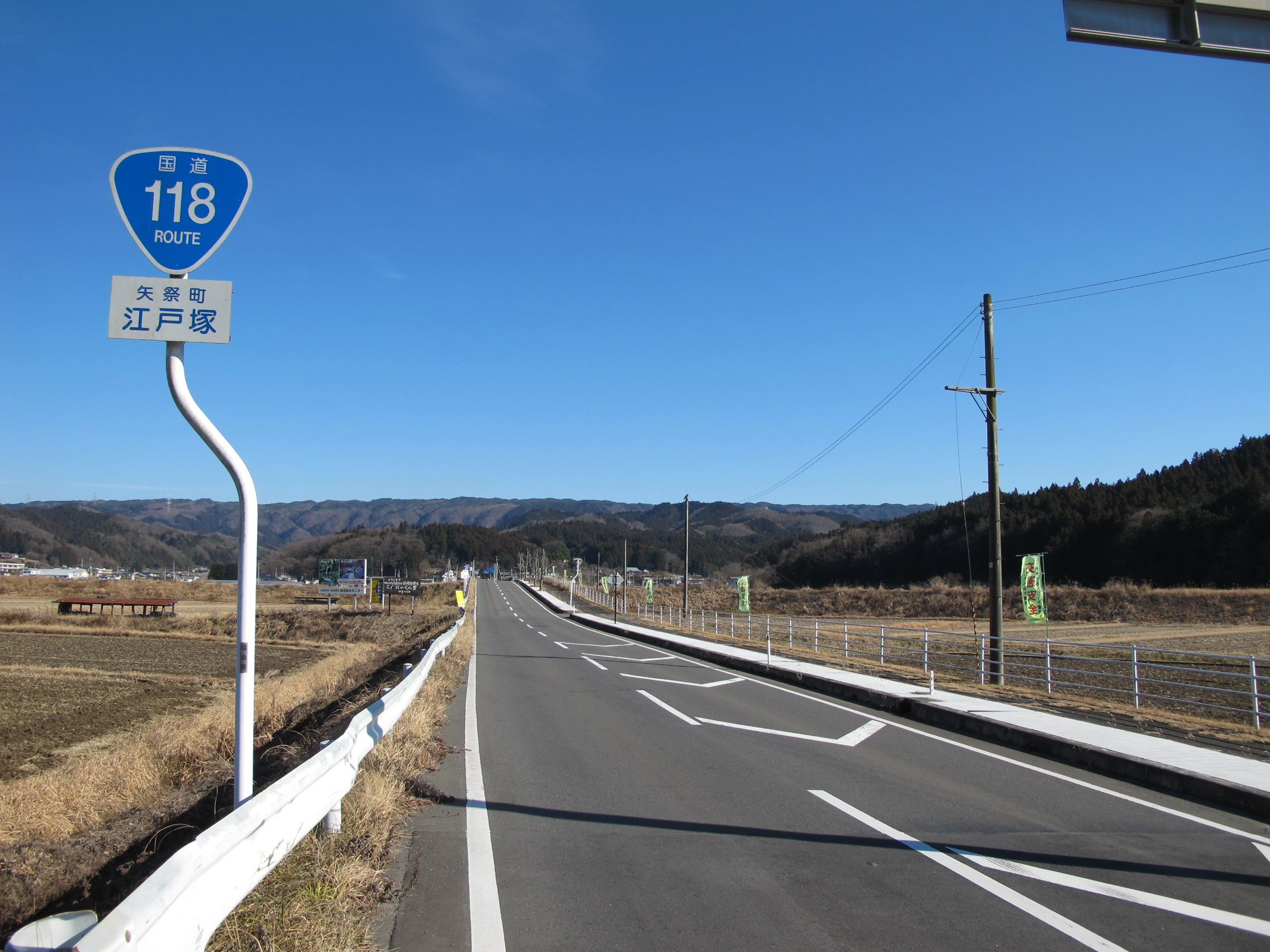
福島県東白川郡矢祭町
江戸塚付近（2014年1月）

### 通過する自治体
- 茨城県
  - 水戸市 - 那珂市 - 常陸大宮市 - 久慈郡大子町
- 福島県
  - 東白川郡矢祭町 - 東白川郡塙町 - 東白川郡棚倉町 - 石川郡浅川町 - 石川郡石川町 - 石川郡玉川村 - 須賀川市 - 岩瀬郡鏡石町 - 須賀川市 - 岩瀬郡天栄村 - 南会津郡下郷町 - 会津若松市

### 交差する道路
茨城県

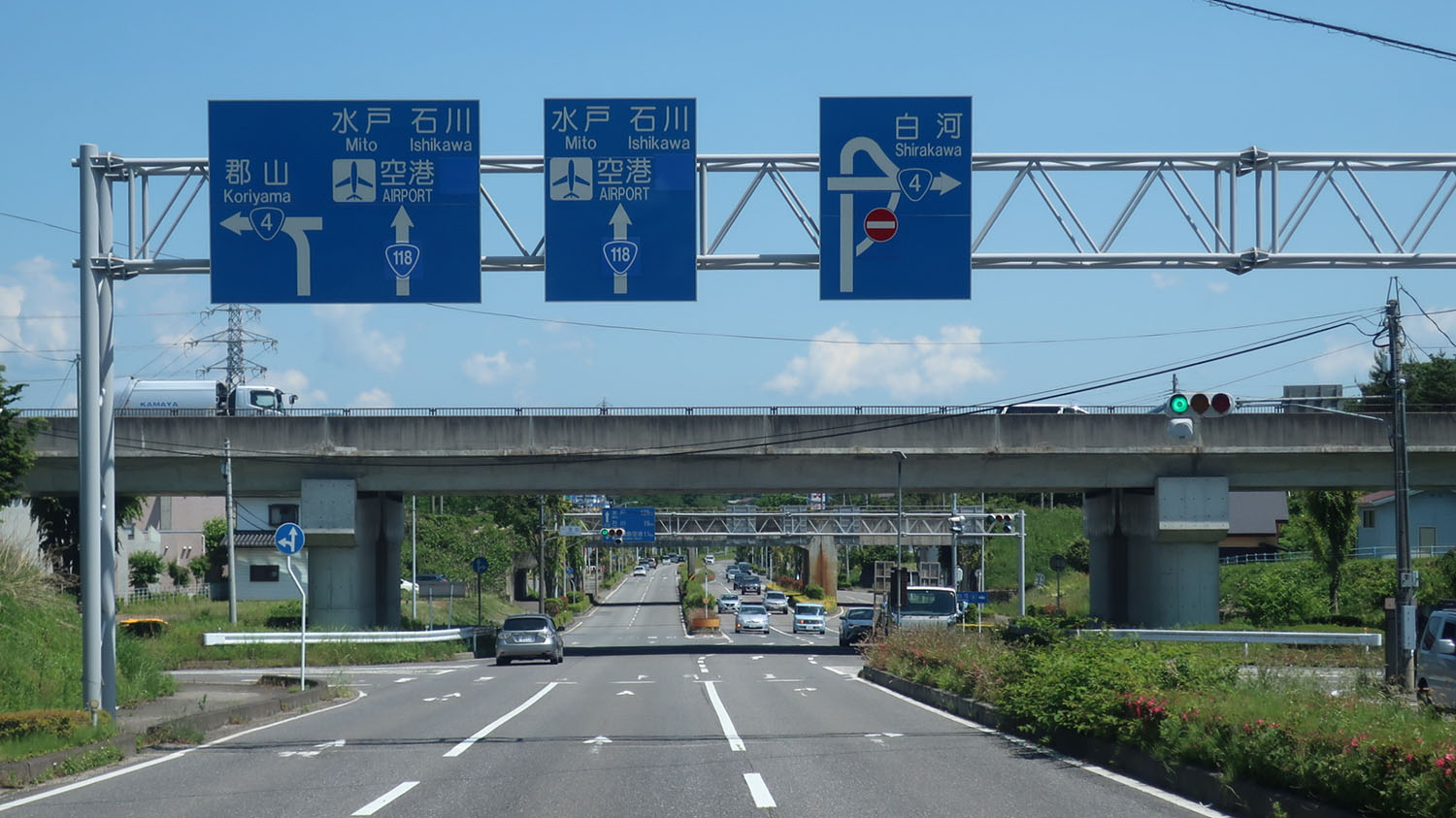
国道4号との交差
福島県須賀川市一里坦

- 国道50号・国道400号（水戸市・中央郵便局前交差点）
- 国道349号（水戸市・気象台下交差点）
- 国道123号（水戸市・袴塚交差点）
- 国道293号（常陸大宮市・東富交差点）（※国道293号重用=国道400号）
- 国道461号（久慈郡大子町・袋田の滝入口交差点）
- 国道461号（久慈郡大子町池田）

福島県
- 国道349号（東白川郡矢祭町・小田川交差点）
- 国道349号（東白川郡矢祭町小田川）
- 国道349号（東白川郡矢祭町東舘）
- 国道289号（東白川郡棚倉町・桃木田交差点）
- 国道289号（東白川郡棚倉町・新町交差点）
- 玉川IC - あぶくま高原道路
- 国道4号（須賀川市・一里坦交差点）
- 国道294号（岩瀬郡長沼町向原）
- 国道294号（岩瀬郡天栄村・八十原交差点）
- 国道121号（南会津郡下郷町・道通交差点）
- 国道401号（会津若松市・城西交差点）
- 国道252号（会津若松市・神明通り北交差点)
- 国道49号（会津若松市・北柳原交差点）（※国道49号重用=国道121号）

### 主な峠
- 福島県
  - 鳳坂峠（岩瀬郡天栄村）
  - 蝉峠（岩瀬郡天栄村 - 岩瀬郡下郷町）

## ギャラリー

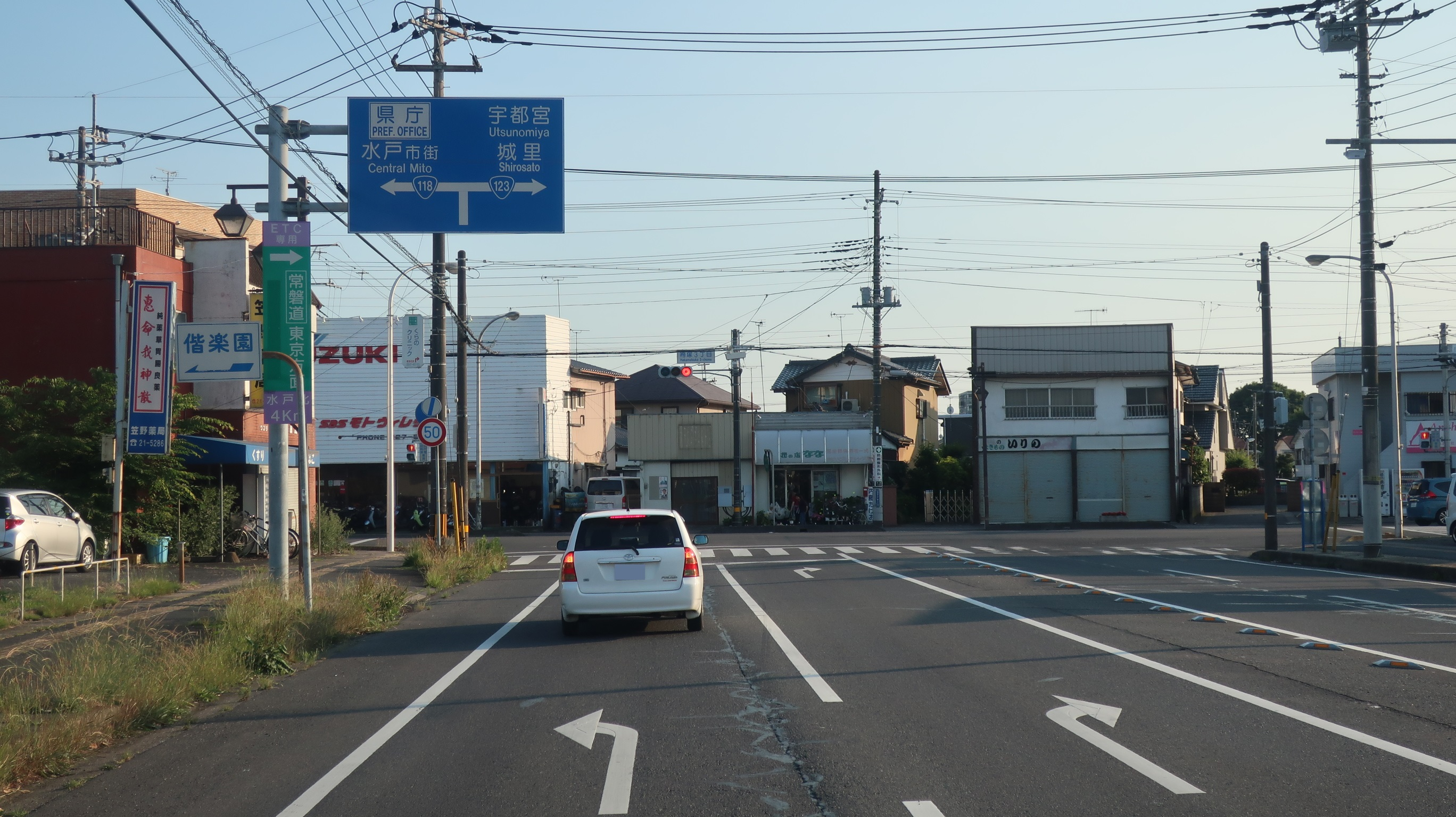
国道123号との分岐 茨城県水戸市袴塚3丁目
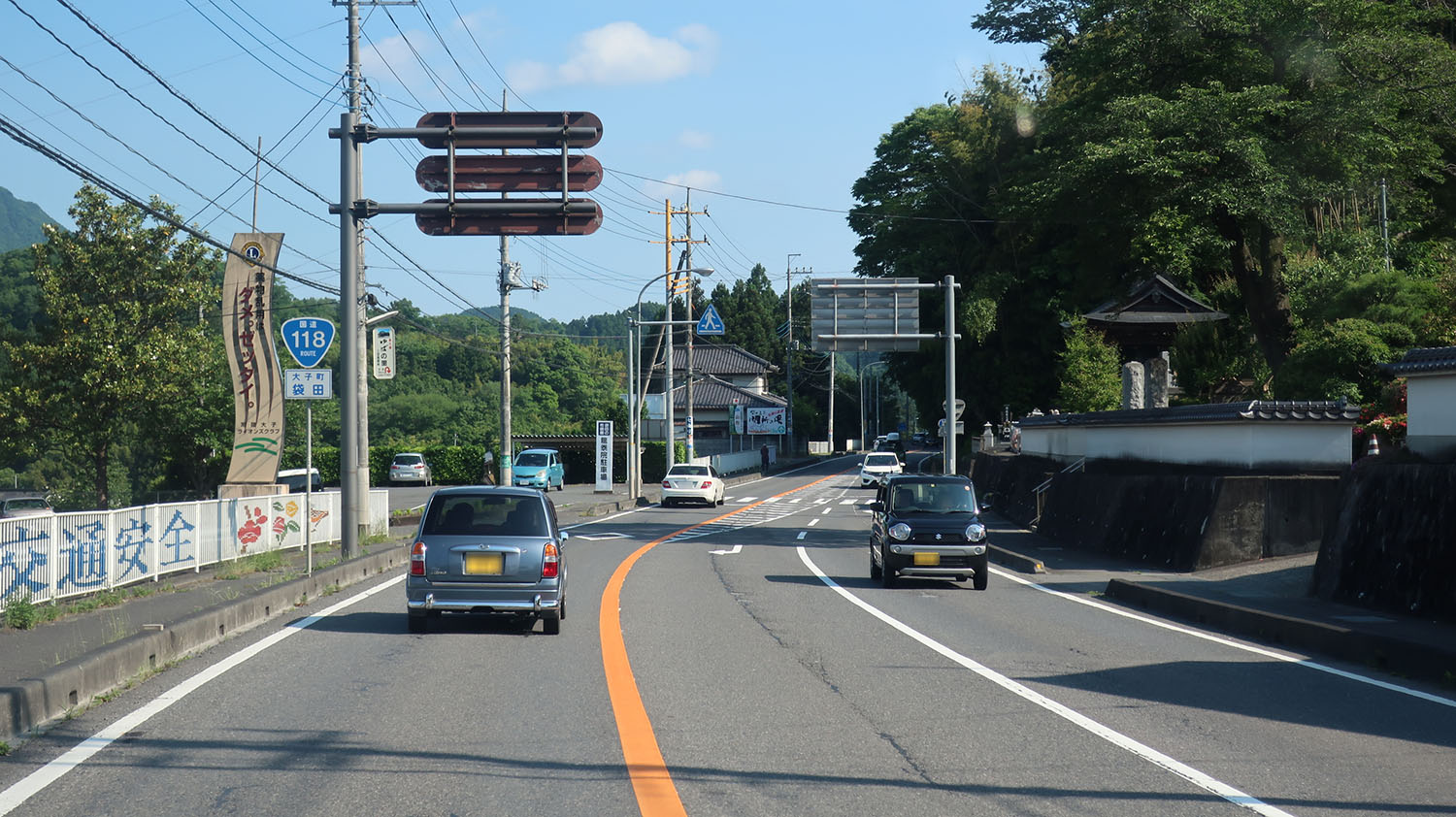
茨城県久慈郡大子町袋田
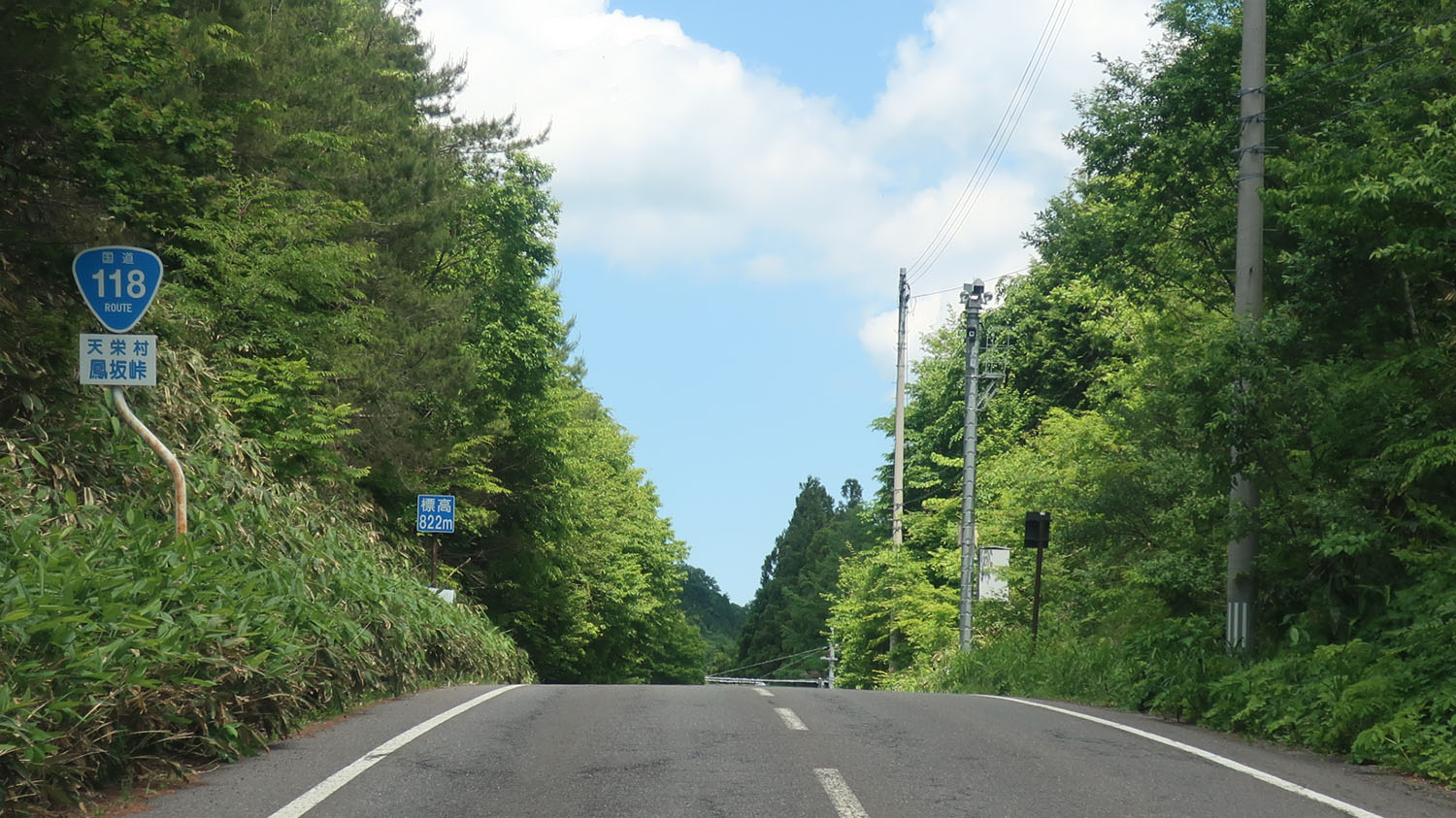
鳳坂峠付近 福島県岩瀬郡天栄村
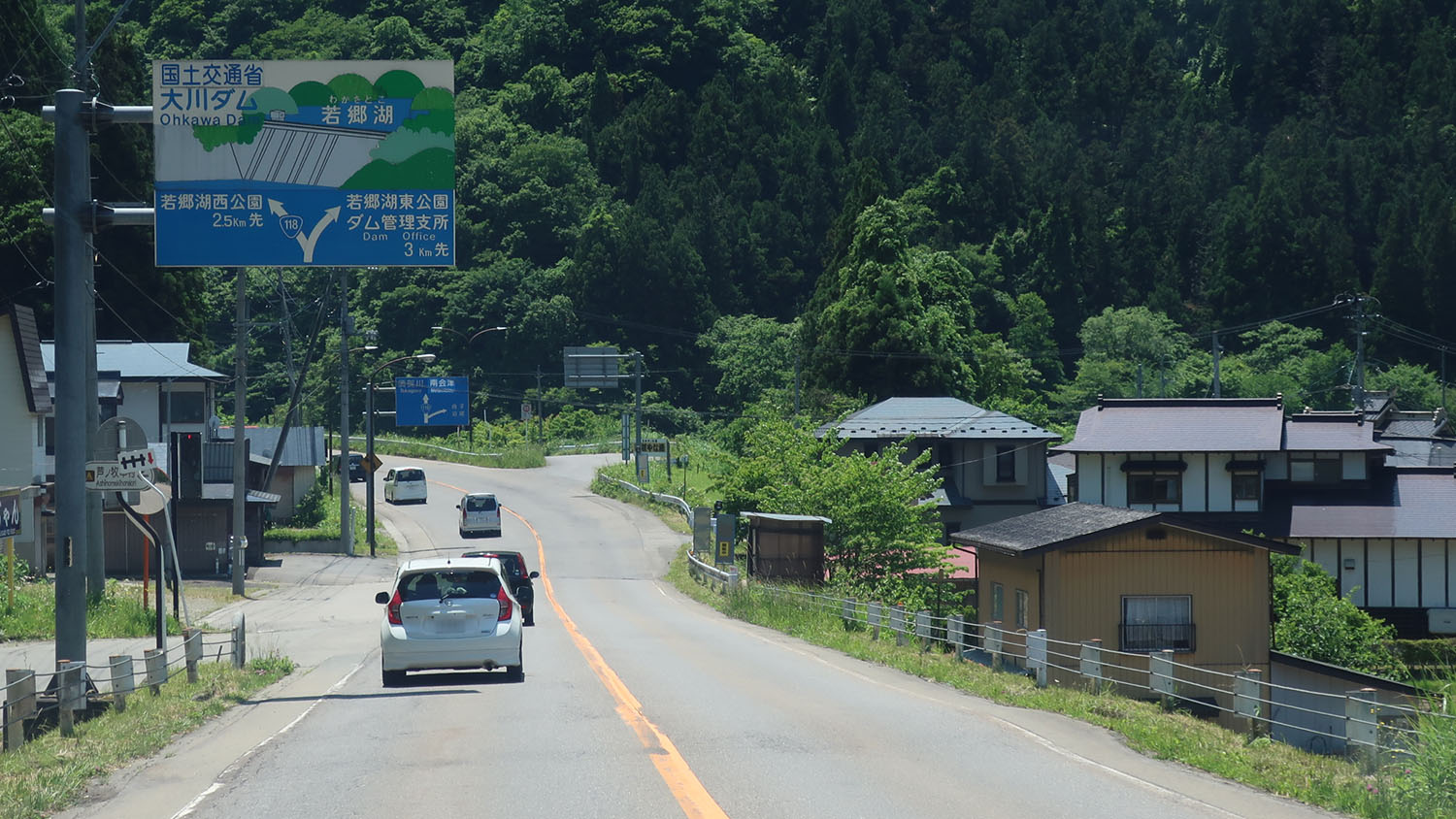
福島県会津若松市大戸町